# Copa Bandes 2015
La Copa Bandes (por motivos de patrocinio), fue un torneo de verano de fútbol de carácter amistoso que se disputó en el Estadio Centenario en Montevideo, Uruguay en el 2015. En su segunda edición se disputó en su totalidad en el Estadio Centenario de Montevideo, Uruguay, en los días 12 y 14 de enero de 2015.
En esta edición participaron los siguientes equipos:
- Nacional
- Universitario
- Peñarol
- River Plate

## Resultados
|  | Semifinales              | Semifinales              |   |                              | Final                        | Final |  |
|  |                          |                          |   |                              |                              |       |  |
|  |                          |                          |   |                              |                              |       |  |
|  | Lunes 12 de enero, 20:00 |                          |   |                              |                              |       |  |
|  | Universitario            | 1                        |   |                              |                              |       |  |
|  | River Plate              | 0                        |   |                              |                              |       |  |
|  |                          |                          |   |                              |                              |       |  |
|  |                          |                          |   |                              | Miércoles 14 de enero, 22:00 |       |  |
|  |                          |                          |   |                              | Universitario                | 1     |  |
|  |                          | Nacional                 | 2 |                              |                              |       |  |
|  |                          |                          |   |                              |                              |       |  |
|  |                          |                          |   |                              |                              |       |  |
|  |                          |                          |   |                              | Tercer puesto                |       |  |
|  | Lunes 12 de enero, 22:00 | Lunes 12 de enero, 22:00 |   | Miércoles 14 de enero, 20:00 | Miércoles 14 de enero, 20:00 |       |  |
|  | Nacional                 | 1                        |   | River Plate                  | 1 (2)                        |       |  |
|  | Peñarol                  | 0                        |   |                              | Peñarol                      | 1 (4) |  |

### Semifinales
| 12 de enero de 2015, 20:00 | Universitario | 1:0 (0:0) | River Plate | Estadio Centenario, Montevideo |                              |
|                            | Alemanno 54'  | Reporte   |             | Árbitro(s): Javier Bentancor   | Árbitro(s): Javier Bentancor |

| 12 de enero de 2015, 22:30 | Peñarol | 0:1 (0:0) | Nacional    | Estadio Centenario, Montevideo                            |                                                           |
|                            |         | Reporte   | de Pena 61' | Asistencia: 30 000 espectadores Árbitro(s): Darío Ubriaco | Asistencia: 30 000 espectadores Árbitro(s): Darío Ubriaco |

### Tercer puesto
| 14 de enero de 2015, 20:00 | River Plate                                 | 1:1 (1:0) (2:4 p.)         | Peñarol                                         | Estadio Centenario, Montevideo |                           |
|                            | Gutiérrez 25'                               | Reporte                    | Diogo 83'                                       | Árbitro(s): Pablo Giménez      | Árbitro(s): Pablo Giménez |
|                            |                                             | Tiros desde el punto penal |                                                 |                                |                           |
|                            | - Vangioni - Pisculichi - Gutiérrez - Rojas |                            | - Olivera - Lima - MacEachen - Sandoval - Diogo |                                |                           |

### Final
| 14 de enero de 2015, 22:00 | Universitario   | 1:2 (0:0) | Nacional               | Estadio Centenario, Montevideo |                            |
|                            | Grossmüller 84' | Reporte   | Romero 52' · Ramos 70' | Árbitro(s): Fernando Falce     | Árbitro(s): Fernando Falce |

| Bandera de Uruguay           |
| Campeón Nacional 2.do título |

## Cobertura Televisiva
Todos los partidos fueron transmitidos en vivo y en forma exclusiva a través de VTV, en producción con Tenfield. 